# Helpdesk
Helpdesk (ang. dosł. „biurko pomocy”) – część (dział, sekcja, zespół lub wyznaczona grupa osób) organizacji odpowiedzialna za przyjmowanie zgłoszeń od użytkowników oraz kontrolę ich rozwiązania, stanowiąca tak zwany pojedynczy punkt kontaktu. W organizacjach samouczących się problemy powtarzające się są rozwiązywane na poziomie helpdesku.
Początkowo helpdeski służyły rozwiązywaniu jedynie problemów związanych z informatyką. Obecnie służą również do przyjmowania zgłoszeń na temat problemów z innych dziedzin (spraw kadrowych, porządkowych). Przedsiębiorstwa często udostępniają klientom takie wsparcie przez darmowe linie telefoniczne lub przez stronę internetową. Istnieją również wewnętrzne helpdeski, mające tę samą funkcję – jednak jest ona dostępna tylko dla pracowników firmy.
Bardziej zaawansowane helpdeski są często podzielone na kilka poziomów obsługi. Pierwszy poziom udziela odpowiedzi na najczęściej zadawane, proste pytania. Klient jest przekazywany do kolejnych, bardziej zaawansowanych poziomów w razie niemożności rozwiązania problemu na danym poziomie.
Helpdesk często zarządza zapytaniami do niego kierowanymi z pomocą oprogramowania, które pozwala śledzić przebieg spraw. Użytkownik po zgłoszeniu problemu lub zapytania otrzymuje w odpowiedzi unikatowy numer zgłoszenia, dzięki któremu może potem śledzić przebieg jego realizacji i aktualny status.